# IF Brommapojkarna
Idrottsföreningen Brommapojkarna – szwedzki klub piłkarski, mający siedzibę w dzielnicy Bromma, leżącej w zachodniej części Sztokholmu.

## Historia
Klub został założony w 13 kwietnia 1942. Przez lata występował w niższych ligach Szwecji i dopiero 12 listopada 2006 awansował po raz pierwszy do szwedzkiej ekstraklasy po tym, jak dwukrotnie pokonał w barażach BK Häcken 2:1 i 2:0. Pobyt w pierwszej lidze Szwecji trwał rok i jesienią 2007 Brommapojkarna spadła z ligi zajmując w niej ostatnią 14. pozycję. W latach 2009–2010, 2013-2014 ponownie uczestniczył w rozgrywkach szwedzkiej ekstraklasy. W 2017 znów wywalczył awans do Allsvenskan.
Zespół posiada największą szkółkę piłkarską w Europie. W 2008 liczyła ona 250 drużyn, w tym 54 drużyny żeńskie, w których występowało ponad 4000 młodych zawodników i zawodniczek. Drużyna kobieca zespołu występuje w rozgrywkach 3. ligi.

## Sukcesy
- Superettan:
  - mistrzostwo (1): 2017
  - wicemistrzostwo (1): 2012
- Division 1 Norra
  - mistrzostwo (1): 2016
- Division 2 Östra Svealand
  - mistrzostwo (3): 1998, 2000, 2001

## Reprezentanci kraju grający w klubie
- Michael Almebäck
- Ola Andersson
- Tomas Antonelius
- Mattias Asper
- Ludwig Augustinsson
- Thomas Bergman
- Andreas Bild
- Albin Ekdal
- John Guidetti
- Olof Guterstam
- Anders Limpar
- Daniel Majstorović
- Christer Mattiasson
- Alexander Östlund
- Sten-Ove Ramberg
- Max von Schlebrügge
- Pascal Simpson
- Thomas Sumesson
- Jani Lyyski
- Daniel Sjölund
- Imad Zatara
- Ibrahim Kargbo
- Imad Shhadeh

## Europejskie puchary
Legenda do wszystkich tabel:
- Q – runda eliminacyjna, 1/16, 1/8, 1/4, 1/2 – odpowiednia faza rozgrywek, Grupa – runda grupowa, 1r gr – pierwsza runda grupowa, 2r gr – druga runda grupowa, F – finał, R – runda, PO – play-off
- k. – rzuty karne, los. – losowanie, Dogr. – dogrywka, w. – zasada bramek strzelonych na wyjeździe

| Sezon   | Rozgrywki   | Runda | Przeciwnik        | Dom | Wyjazd | Ogólnie |
| ------- | ----------- | ----- | ----------------- | --- | ------ | ------- |
| 2014/15 | Liga Europy | 1Q    | Vaasan Palloseura | 2–0 | 1–2    | 3–2     |
| 2014/15 | Liga Europy | 2Q    | Crusaders         | 4–0 | 1–1    | 5–1     |
| 2014/15 | Liga Europy | 3Q    | Torino FC         | 0–3 | 0–4    | 0–7     |

## Skład
Stan na 15 sierpnia 2018
| Nr | Poz. | Piłkarz                             |
| -- | ---- | ----------------------------------- |
| 1  | BR   | Rasmus Emanuelsson                  |
| 2  | PO   | Christopher Brandeborn              |
| 3  | OB   | David Ochieng                       |
| 4  | OB   | Ludvig Öhman                        |
| 6  | PO   | Gustav Sandberg Magnusson (kapitan) |
| 7  | PO   | Markus Gustafsson                   |
| 8  | PO   | Moustafa Zeidan                     |
| 9  | NA   | Kristján Flóki Finnbogason          |
| 10 | PO   | Petar Petrović                      |
| 11 | PO   | Tim Söderström                      |
| 13 | NA   | Philip Hellquist                    |
| 14 | PO   | Rasmus Alm                          |
| 15 | OB   | Johan Falkmar                       |

| Nr | Poz. | Piłkarz             |
| -- | ---- | ------------------- |
| 17 | PO   | Eric Johana Omondi  |
| 18 | NA   | Marko Nikolić       |
| 19 | OB   | Mohanad Jeahze      |
| 20 | BR   | Nikola Petrić       |
| 21 | NA   | Maikel Nieves       |
| 22 | PO   | Alexander Nilsson   |
| 23 | OB   | Erik Figueroa       |
| 24 | OB   | Fritiof Björkén     |
| 25 | PO   | Jack Lahne          |
| 26 | PO   | Ahmed Bonnah        |
| 27 | PO   | Samuel Svenlén      |
| 29 | OB   | Martin Rauschenberg |